# Ельфі фон Дассановскі
Ельфріда «Ельфі» Марія Елізабет Шарлотта фон Дассановскі (2 лютого 1924 – 2 жовтня 2007) — американська співачка, піаністка і кінопродюсерка австрійського походження, піонерка кіновиробництва. У 22 роки заснувала кіностудію Belvedere Film, першу нову студію у післявоєнному Відні.

## Дитинство та юність
Ельфріда Марія Елізабет Шарлотта Дассановскі народилася у Відні у сім'ї Франца Леопольда фон Дассановскі, державного службовця в Міністерстві торгівлі Австрії, та Анни (до шлюбу Грюнвальд). У 5 років Ельфі, маючи непересічні здібності до гри на фортепіано, відвідувала Віденський інститут Пресвятої Діви Марії (відомий як «Englische Fräuleins»), а в 15 років стала наймолодшою жінкою, прийнятою до Віденського університету музики та виконавського мистецтва, на той час як протеже піаніста Еміля фон Зауера. Під час студентства обрана кінорежисером Карлом Гартлем для навчання Курда Юргенса грі на фортепіано, щоб той міг грати на інструменті в біографічному фільмі Гартля про Моцарта та мюзиклі Віллі Форста.
Навчання та кар'єра Дассановскі були припинені, коли вона відмовилася від членства в нацистських організаціях. Наприкінці 1944 року потужна студія UFA в Берліні запропонувала їй контракт на зйомку в фільмі, який вона також відхилила.

## Кар'єра
У 1946 році фон Дассановскі дебютувала як Сюзанна в опері Моцарта «Весілля Фігаро» в Stadttheater St. Pölten і виступала в концертах для Верховного командування союзників.
Дассановскі залишається однією з небагатьох жінок в історії кіно, а у свої 22 роки – однією з наймолодших, що заснувала кіностудію — Belvedere Film — першу нову студію у післявоєнному Відні. Зі старшими партнерами Августом Дігласом та Еммеріхом Ганусом студія створила такі німецькомовні класичні твори як Die Glücksmühle («Млин щастя», 1946), «Доктор Розін» (1949) і «Märchen vom Glück» ( «Поцілуй мене, Казанова», 1949), а також дала Гюнтеру Філіппу та Наді Тіллер їхні перші ролі на екрані.
Дассановскі знімалася в операх, оперетах, театральних драмах і комедіях, допомогла заснувати кілька театральних груп, була дикторкою Allied Forces Broadcasting і BBC, гастролювала в Західній Німеччині з моновиставою та давала майстер-класи з вокалу та фортепіано.
У цей період Дассановскі також була моделлю виключно для відомого австрійського художника Франца Ксавера Вольфа (1896 – 1990), чиї роботи з її зображенням зараз знаходяться в музеях і приватних колекціях.
Через художнього керівника Федеріко Паллавічіні Дассановскі заохочувала випуск короткочасного американського журналу Flair (під редакцією Флер Коулз) для висвітлення мистецтва у повоєнному Відні та створила модель для запланованого видання, але публікація так і не відбулася. Стала експерткою у фортепіанній техніці Ігнація Падеревського; продовжила музичну педагогіку в 1950-х у Канаді та Нью-Йорку, де вона також одружилася і народила сина та дочку.
У цей час Дассановскі зацікавилася дизайном і створила прототип жіночого шкіряного денного пальто, який зараз знаходиться в колекції Музею прикладного мистецтва у Відні (Museum für angewandte Kunst Wien). Вона розлучилася наприкінці 1970-х і більше не вступала в шлюб, хоча у середині 1990-х їй приписували роман з письменником і актором принцом Генріхом Стархембергом (він же Генріх Грегор, 1934–1997) до його смерті.
У Голлівуді в 1960-х Дассановскі опиралася тому, щоб стати модною єврозіркою, і воліла залишатися за камерою тренеркою з вокалу Отто Премінгера. У 1962 році вона стала натуралізованою громадянкою США. Успішна підприємиця з Лос-Анджелеса, у 1999 році вона разом з сином Робертом відновила Belvedere Film як продюсерську компанію в Лос-Анджелесі / Відні. Вона була виконавчою продюсеркою відзначеного нагородами драматичного короткометражного фільму «Земмельвейс» (2001), шпигунської комедії «Вілсон Ченс» (2005), а також кількох робіт, незавершених на момент її смерті, включно з документальними фільмами «Фелікс Австрія!» та «Ерцгерцог і Герберт Гінкель» (2013), а також екранізацією (з її сином) антивоєнного австрійського роману «Марс у Віддері» Олександра Лернет-Голенія.
Визнана на міжнародному рівні за унікальну роботу як піонерки у кіновиробництві та як багатогранного таланту в повоєнному австрійському мистецтві та культурі, фон Дассановскі є єдиною австрійкою, яка отримала престижну нагороду «Жива спадщина» від Міжнародного жіночого центру. Медаль Моцарта від ЮНЕСКО, почесний знак "За заслуги перед Австрійською Республікою", французький Орден мистецтв і літератури, медаль Австрійського кіноархіву за заслуги, відзнаки від штату Каліфорнія та міст Відень і Лос-Анджелес, де фон Дассановскі жила з 1962 року. Крім того, вона була номінована на почесну премію За правильний спосіб життя наприкінці 1990-х.

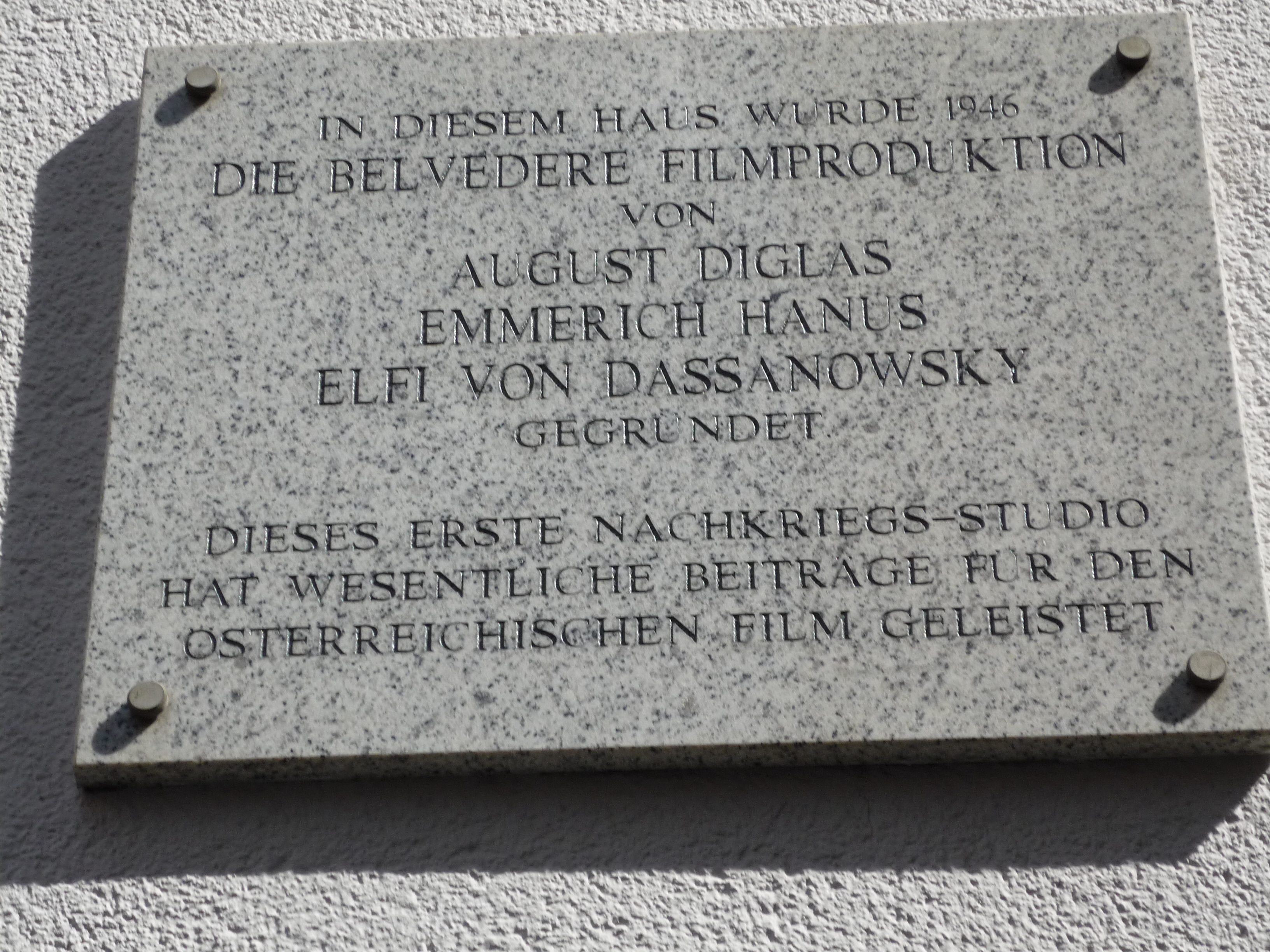
Табличка кіностудії Бельведер, Відень

Перебуваючи в Кайлуа-Коні, Гаваї, у липні 2007 року Дассановскі перенесла емболію, яка загрожувала життю. Її доставили до лікарні Квінс у Гонолулу, і їй довелося ампутувати частину лівої ноги. Повідомлялося, що вона добре одужує під час реабілітації в Лос-Анджелесі, і очікується, що вона продовжить роботу в виробництві фільмів, а також у популяризації мистецтва та ЮНЕСКО. Згідно з новинами, знаменитість з ампутованими кінцівками Гезер Міллс (леді Маккартні) особисто зацікавилася її реабілітацією. Однак Дассановскі померла 2 жовтня 2007 року в Лос-Анджелесі від серцевої недостатності. Її поховали в почесній могилі на Центральному кладовищі у Відні 25 липня 2008 року.

## Пам'ять
У листопаді 2007 року у Відні було оголошено про заплановане заснування Фонду Ельфі фон Дассановскі. Метою створення було продовження новаторського і творчого духу художниці, розробка нагород та грантів для початківиць у виробництві фільмів. Перший етап проєкту було завершено наприкінці січня 2009 року, коли Фонд Ельфі фон Дассановскі започаткував програму благодійних внесків для некомерційних організацій у США та Європі.
Троянда Ельфі фон Дассановскі (гібрид чайної троянди та флорибунди), також відома як «Elfi», була створена Бредом Джалбертом з Канади у 2009 році. Навесні 2013 року вона була висаджена у саду троянд Пеггі Рокфеллер у Ботанічному саду Нью-Йорка.
Першу премію імені Ельфі фон Дассановскі за роботу режисерки було вручено норвезькій художниці Інгер Лізе Гансен за фільм «Паралакс» (2009) на Віденському фестивалі короткометражних фільмів у червні 2010 року.
Мала планета / астероїд 4495 Dassanovsky, відкритий у 1988 році японськими астрономами Масару Араї та Хіроші Морі, був названий на її честь у 2014 році.
У вересні 2018 року її назвали почесною членкинею Асоціації австрійських кінопродюсерів (AAFP) посмертно.